# Aerolínea

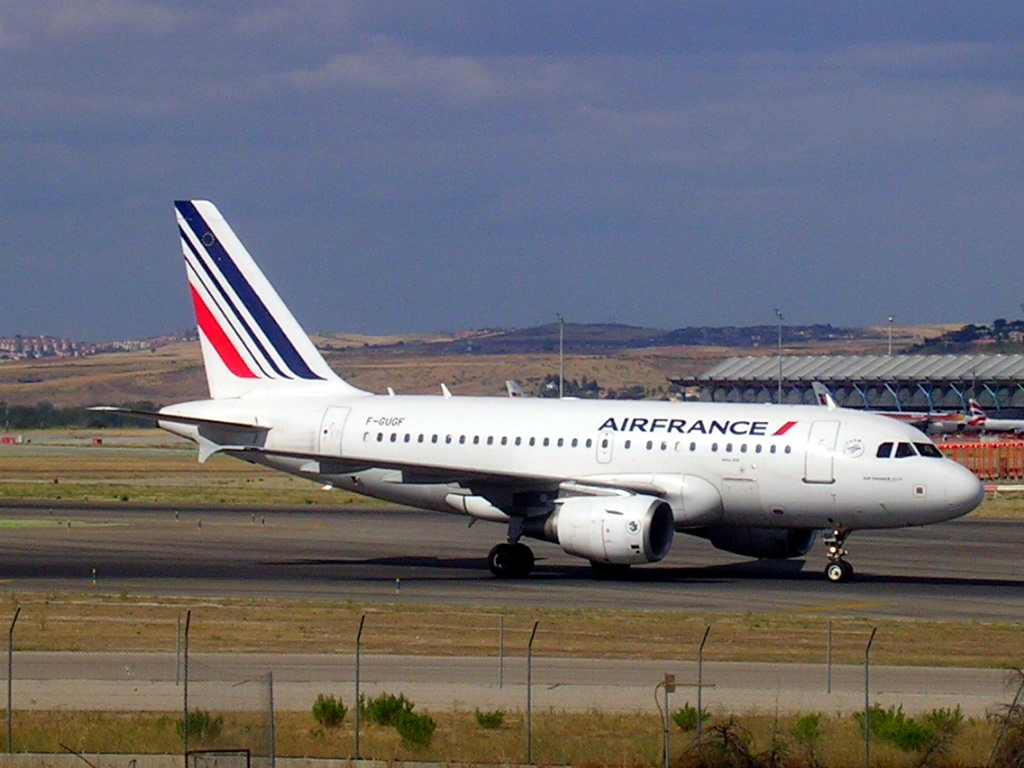
A318 de Air France, aerolínea de bandera de Francia.

Una aerolínea, línea aérea o compañía aérea es una empresa que se dedica al transporte de pasajeros o carga —y, en algunos casos, animales— por medio de vehículos aéreos como aviones o helicópteros.
El mundo de las líneas aéreas es complejo. Existen compañías que se dedican a transportar pasajeros y carga de forma regular, mientras que también hay otras empresas que transportan a sus clientes o grupos de clientes de la forma puntual acordada entre ellos. Estas últimas compañías son llamadas «chárter». 
En el caso de las líneas aéreas que se dedican solo a la carga, sucede lo mismo; mientras algunas, como FedEx, operan con un horario de vuelos fijo, otras operan según convenga a los clientes que las contratan. Algunas líneas aéreas se han dedicado al transporte de animales, como ocurrió en Kentucky, Estados Unidos, desde donde operó una que se dedicaba al transporte de caballos para eventos internacionales de carreras de caballos.
Muchas líneas aéreas tienen participación accionarial del gobierno local; son las llamadas «abanderadas» o «líneas de bandera» que generalmente poseen el monopolio de los vuelos locales. Algunos países, como Japón, tienen más de una «abanderada», en el caso de Japón All Nippon Airways (ANA) y Japan Airlines. Para algunos países, tener una línea aérea nacional ha sido muy costoso, como Nigeria (Nigeria Airways), la República Dominicana (Dominicana de Aviación, ATA Dominicana), Perú (Aerolíneas Peruanas, AeroPerú), TAME en Ecuador, Venezuela donde Viasa operó y Avensa se enfrentó con problemas económicos como sustituta de Viasa. Una «línea de bandera» no tiene necesariamente que ser una empresa totalmente pública, pudiendo tratarse de empresas mixtas donde el Estado mantiene una participación elevada, por ejemplo el caso de Aerolíneas Argentinas, en la cual el Estado poseía en torno al 10 % del accionariado antes de su reestatización.
Muchas aerolíneas de bandera han sido privatizadas y el mercado ha sido liberalizado. Esto ha provocado la aparición de aerolíneas alternativas a las tradicionales, como ha ocurrido entre otros sitios en España, donde Iberia fue privatizada y surgieron competidoras como Air Europa, Spanair o Air Plus Comet. También es el caso de Perú con la línea aérea Peruvian Airlines, donde el mercado aéreo estaba hasta hace unos años dominado por Lan Perú y ahora existen muchas empresas competidoras. Sin embargo, en ciertos países a pesar de la liberalización del transporte aéreo las compañías tradicionales mantienen una situación de dominio absoluto del mercado, como es el caso de Avianca en Colombia, Air France en Francia, LAN Airlines en Chile o Alitalia en Italia y debido a las agresivas políticas que emplean, la escasa competencia que tienen suele desaparecer. Otra aerolínea bandera fue Viasa en Venezuela, pero fue privatizada en favor de la española Iberia, la cual desmanteló la empresa. Ahora, el Estado Venezolano ha decidido apostar por Conviasa, a la cual paulatinamente espera posicionar en el mercado aéreo nacional e iberoamericano. 
En Ecuador operó como aerolínea de bandera Ecuatoriana de Aviación, hasta su privatización en 1996 y posterior cierre en 2004. Aerogal (actualmente Avianca Ecuador) y TAME que reabrió en 2012 son aerolíneas de bandera ecuatoriana junto a otras como LATAM Ecuador. En el caso de Centroamérica, la aerolínea salvadoreña de origen hondureño TACA ahora Avianca El Salvador se considera la línea de la región, misma que se ha convertido en una de las líneas con mayor cobertura y conexiones dentro de Latinoamérica, con múltiples destinos entre América del Sur y del Norte.
Algunos países, entre los que destaca Estados Unidos, nunca han tenido líneas de bandera, y el mercado estaba semiliberado hasta que fue desregulado en la década de 1980 permitiéndose la libre competencia de las aerolíneas de capital local, pero con restricciones a la participación extranjera.

## Historia

### Las primeras aerolíneas
DELAG, Deutsche Luftschiffahrts-Aktiengesellschaft I fue la primera aerolínea del mundo. Fue fundado el 16 de noviembre de 1909, con ayuda del gobierno, y operó aeronaves fabricadas por The Zeppelin Corporation. Su sede estaba en Frankfurt. La primera línea aérea programada de ala fija se inició el 1 de enero de 1914, desde St. Petersburg, Florida, a Tampa, Florida, operado por la Línea de aerodeslizadores St. Petersburg–Tampa. Las cuatro aerolíneas no dirigibles más antiguas que aún existen son la KLM de los Países Bajos (1919), Avianca de Colombia (1919), Qantas de Australia (1921), y Czech Airlines de la República Checa (1923), hasta su cierre en el 2024.

### Europa

#### Inicios

Un anuncio de 1919 de la aerolínea holandesa KLM, fundada el 7 de octubre de 1919, la aerolínea en funcionamiento más antigua que todavía opera con su nombre original

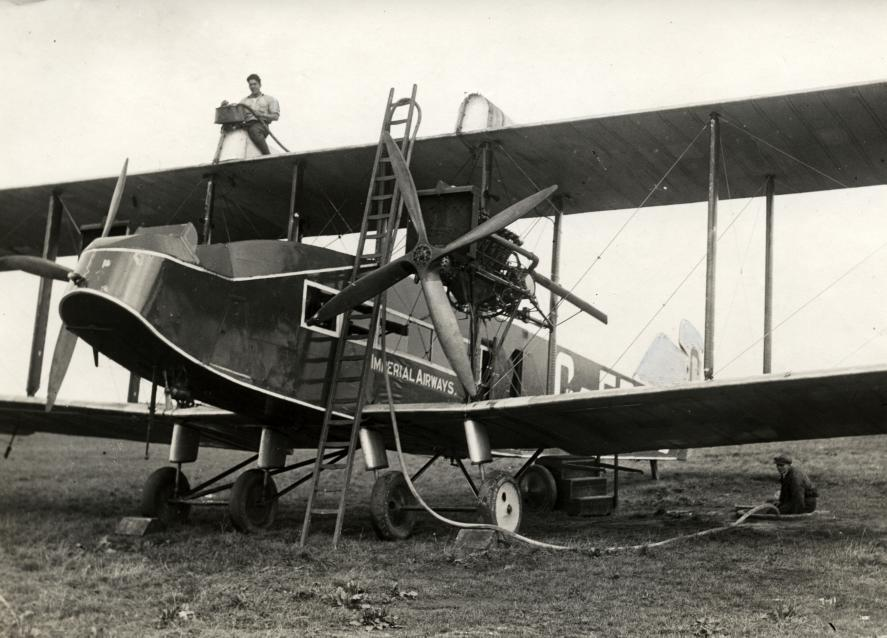
El Handley Page W.8b fue utilizado por Handley Page Transport, una de las primeras aerolíneas británicas establecida en 1919.

La primera línea aérea de ala fija en Europa fue Aircraft Transport and Travel, formada por George Holt Thomas en 1916; a través de una serie de adquisiciones y fusiones, esta empresa es un antepasado de la British Airways moderna. Usando una flota de antiguos biplanos militares Airco DH.4A que habían sido modificados para transportar dos pasajeros en el fuselaje, operó vuelos de socorro entre Folkestone y Gante. El 15 de julio de 1919, la compañía realizó un vuelo de prueba a través del Canal de la Mancha, a pesar de la falta de apoyo del gobierno británico. Pilotado por el teniente H Shaw en un Airco DH.9 entre RAF Hendon y Aeropuerto de París - Le Bourget, el vuelo duró 2 horas y 30 minutos a £ 21 por pasajero.
El 25 de agosto de 1919, la compañía utilizó DH.16s para iniciar un servicio regular desde el aeródromo de Hounslow Heath a Le Bourget, el primer servicio internacional regular del mundo. La aerolínea pronto ganó reputación por su confiabilidad, a pesar de los problemas con el mal tiempo, y comenzó a atraer competencia europea. En noviembre de 1919, ganó el primer contrato de correo aéreo civil británico. Se prestaron seis aviones Airco DH.9A de la Royal Air Force a la compañía, para operar el servicio de correo aéreo entre Hawkinge y Colonia. En 1920, fueron devueltos a la Royal Air Force.
Otros competidores británicos siguieron con Handley Page Transport que se estableció en 1919 y utilizó el bombardero convertido en tiempos de guerra Tipo O/400 de la compañía con una capacidad para 12 pasajeros, para ejecutar un servicio de pasajeros Londres-París.
La primera aerolínea francesa fue la Société des lignes Latécoère, más tarde conocida como Aéropostale, que inició su primer servicio a finales de 1918 a España. La Société Générale des Transports Aériens fue creada a finales de 1919, por los hermanos Farman y el avión Farman F.60 Goliath volaba servicios programados desde Toussus-le-Noble hasta Kenley, cerca de Croydon, Inglaterra. Otra de las primeras líneas aéreas francesas fue la Compagnie des Messageries Aériennes, establecida en 1919 por Louis-Charles Breguet, que ofrecía un servicio de correo y carga entre el Aeropuerto de Le Bourget, París y el Aeropuerto de Lesquin, Lille.

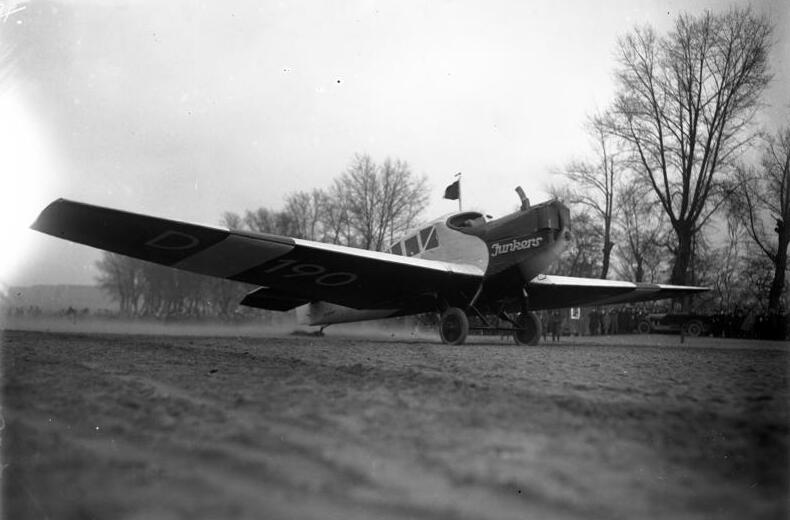
Junkers F.13 D-190 de la Junkers Luftverkehr

La primera aerolínea alemana en utilizar aviones más pesados que el aire fue la Deutsche Luft-Reederei, establecida en 1917 y que comenzó a operar en febrero de 1919. En su primer año, la D.L.R. operaba vuelos programados regularmente en rutas con una longitud combinada de casi 1000 millas. En 1921, la red D.L.R. tenía más de 3000 km (1865 millas) de largo e incluía destinos en los Países Bajos, Escandinavia y las Repúblicas Bálticas. Otra aerolínea alemana importante fue Junkers Luftverkehr, que comenzó a operar en 1921. Era una división del fabricante de aeronaves Junkers, que se convirtió en una compañía separada en 1924. Operaba aerolíneas conjuntas en Austria, Dinamarca, Estonia, Finlandia, Hungría, Letonia, Noruega, Polonia, Suecia y Suiza.
La aerolínea holandesa KLM realizó su primer vuelo en 1920 y es la aerolínea en funcionamiento continuo más antigua del mundo. Establecido por el aviador Albert Plesman, inmediatamente se le otorgó un predicado "Real" de la Reina Guillermina. Su primer vuelo fue desde el Aeropuerto de Croydon, Londres a Ámsterdam, utilizando un DH-16 alquilado de Aircraft Transport and Travel, y transportando dos periodistas británicos y varios periódicos. En 1921, KLM inició servicios programados.
En Finlandia, la charter que establece Aero O/Y (ahora Finnair) se firmó en la ciudad de Helsinki el 12 de septiembre de 1923. Junkers F.13 D-335 se convirtió en el primer avión de la compañía, cuando Aero lo recibió el 14 de marzo de 1924. El primer vuelo fue entre Helsinki y Tallin, capital de Estonia, y tuvo lugar el 20 de marzo de 1924, una semana más tarde.
En la Unión Soviética, la Administración Principal de la Flota Aérea Civil se estableció en 1921. Uno de sus primeros actos fue ayudar a fundar Deutsch-Russische Luftverkehrs AG (Deruluft), una empresa conjunta germano-rusa para proporcionar transporte aéreo. de Rusia a Occidente. El servicio aéreo nacional comenzó casi al mismo tiempo, cuando Dobrolyot comenzó a operar el 15 de julio de 1923 entre Moscú y Nizhni Nóvgorod. Desde 1932 todas las operaciones se han llevado a cabo bajo el nombre Aeroflot.
Las primeras aerolíneas europeas tendían a favorecer la comodidad (las cabinas de pasajeros a menudo eran espaciosas con interiores lujosos) por encima de la velocidad y la eficiencia. Las capacidades de navegación relativamente básicas de los pilotos en ese momento también significaron que los retrasos debido al clima eran comunes.

#### Racionalización

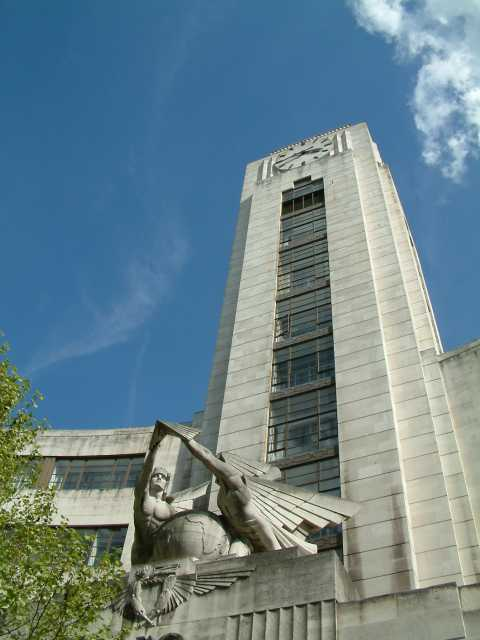
La Imperial Airways Empire Terminal, Victoria, Londres. Los trenes iban desde aquí a las hidrocanoas en Southampton, y al Aeropuerto de Croydon.

A principios de la década de 1920, las pequeñas aerolíneas luchaban por competir y hubo un movimiento hacia una mayor racionalización y consolidación. En 1924, Imperial Airways se formó a partir de la fusión de Instone Air Line Company, British Marine Air Navigation, Daimler Airway y Handley Page Transport, para permitir que las aerolíneas británicas compitieran con la dura competencia de las aerolíneas francesas y alemanas que disfrutaban de fuertes subsidios gubernamentales. La aerolínea fue pionera en la inspección y apertura de rutas aéreas en todo el mundo para servir a partes remotas del Imperio Británico y mejorar el comercio y la integración.
El primer avión nuevo encargado por Imperial Airways fue el Handley Page W8f "City of Washington", entregado el 3 de noviembre de 1924. En el primer año de funcionamiento la empresa transportó 11 395 pasajeros y 212 380 cartas. En abril de 1925, la película El mundo perdido se convirtió en la primera película que se proyectó para los pasajeros en un vuelo de avión regular cuando se proyectó en la ruta Londres-París.
Dos aerolíneas francesas también se fusionaron para formar Air Union el 1 de enero de 1923. Más tarde se fusionó con otras cuatro aerolíneas francesas para convertirse en Air France, la aerolínea insignia del país hasta el día de hoy, el 17 de mayo de 1933.
La Deutsche Lufthansa de Alemania fue creada en 1926 por la fusión de dos líneas aéreas, una de ellas la Junkers Luftverkehr. Lufthansa, debido a la herencia de Junkers ya diferencia de la mayoría de las otras aerolíneas en ese momento, se convirtió en un importante inversionista en aerolíneas fuera de Europa, proporcionando capital a Varig y Avianca. Los aviones de pasajeros alemanes construidos por Junkers, Dornier y Fokker estaban entre los más avanzados del mundo en ese momento.

#### Expansión
En 1926, Alan Cobham examinó una ruta de vuelo desde el Reino Unido a Ciudad del Cabo, Sudáfrica, seguido de otro vuelo de prueba a Melbourne, Australia. Otras rutas a la India británica y el Extremo Oriente también fueron trazadas y demostradas en este momento. Los servicios regulares a El Cairo y Basora comenzaron en 1927 y se extendieron a Karachi en 1929. El servicio Londres-Australia se inauguró en 1932 con aviones de pasajeros Handley Page HP 42. Se abrieron más servicios a los pasajeros de Calcuta, Rangún, Singapur, Brisbane y Hong Kong que partieron de Londres el 14 de marzo de 1936 tras el establecimiento de un sucursal de Penang a Hong Kong.

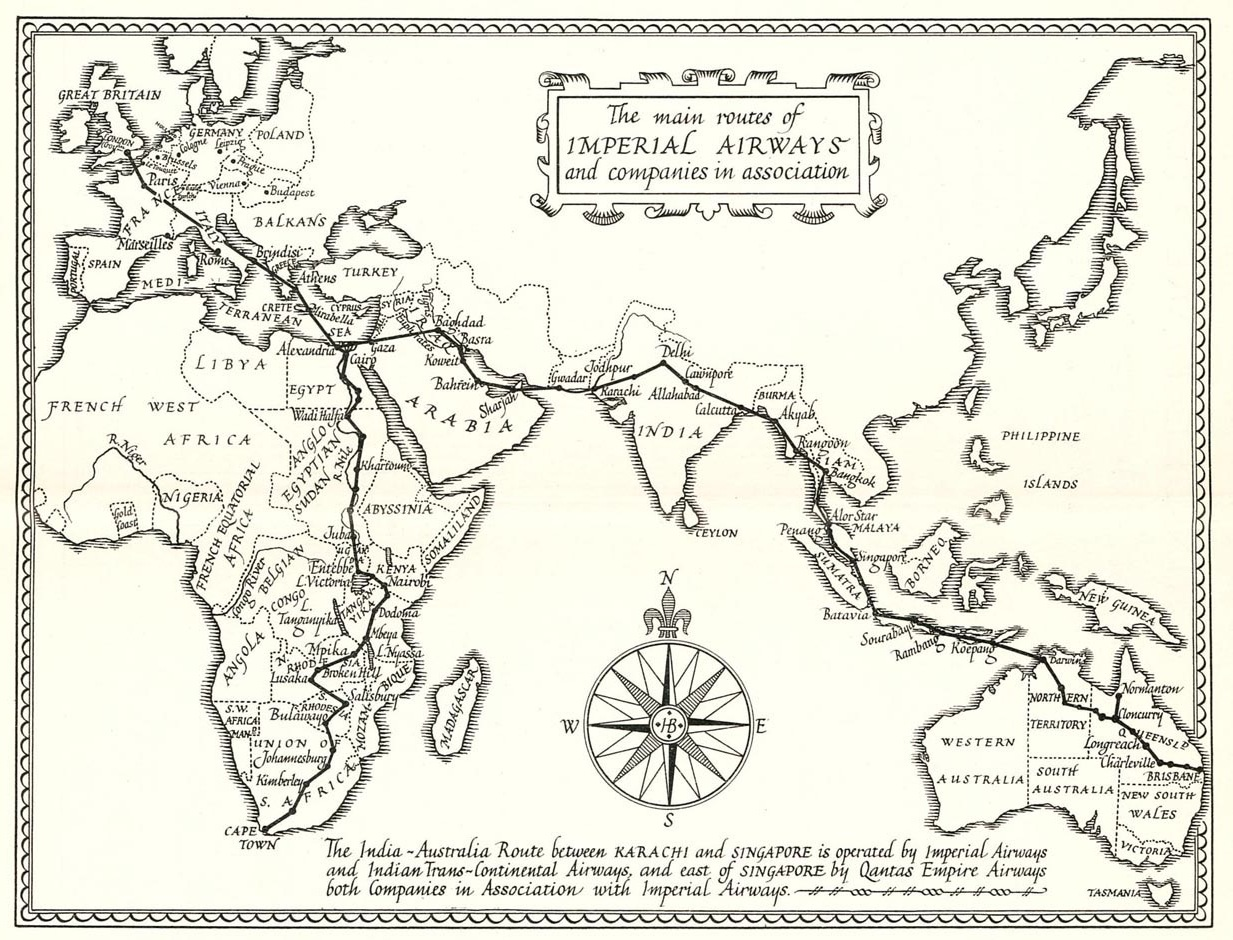
Mapa de abril de 1935 que muestra las rutas de Imperial Airways desde el Reino Unido a Australia y Sudáfrica

 Los aviones de Imperial eran pequeños, la mayoría con menos asientos de veinte pasajeros, y atendió a los ricos. Solo alrededor de 50 000 pasajeros usaron Imperial Airways en la década de 1930. La mayoría de los pasajeros en las rutas intercontinentales o en los servicios dentro y entre las colonias británicas eran hombres que se ocupaban de la administración, los negocios o la investigación coloniales.
Al igual que Imperial Airways, Air France y el crecimiento inicial de KLM dependieron en gran medida de las necesidades de los enlaces de servicio con posesiones coloniales remotas (África del Norte e Indochina para los franceses y las Indias Orientales para los holandeses). Francia comenzó un servicio de correo aéreo a Marruecos en 1919 que fue comprado en 1927, renombrado Aéropostale e inyectó capital para convertirse en un importante transportista internacional. En 1933, Aéropostale se declaró en quiebra, fue nacionalizada y fusionada con Air France.
Aunque Alemania carecía de colonias, también comenzó a expandir sus servicios a nivel mundial. En 1931, el dirigible Graf Zeppelin comenzó a ofrecer un servicio regular de pasajeros programado entre Alemania y América del Sur, generalmente cada dos semanas, que continuó hasta 1937. En 1936, el dirigible Hindenburg entró en servicio de pasajeros y cruzó con éxito el Atlántico 36 veces antes de estrellarse en Lakehurst, Nueva Jersey, el 6 de mayo de 1937. En 1938, un servicio aéreo semanal de Berlín a Kabul, Afganistán, comenzó a operar.
Desde febrero de 1934 hasta que comenzó la Segunda Guerra Mundial en 1939, Deutsche Lufthansa operó un servicio de correo aéreo desde Stuttgart, Alemania vía España, las Islas Canarias y África Occidental a Natal en Brasil. Esta fue la primera vez que una aerolínea voló a través de un océano.
A fines de la década de 1930, Aeroflot se había convertido en la aerolínea más grande del mundo, empleaba a más de 4000 pilotos y 60 000 en personal de servicio y operaba alrededor de 3000 aviones (de los cuales el 75% se consideraba obsoleto según sus propios estándares). Durante la era soviética, Aeroflot era sinónimo de aviación civil rusa, ya que era la única compañía aérea. Se convirtió en la primera aerolínea del mundo en operar servicios de jet regulares sostenidos el 15 de septiembre de 1956 con el Tupolev Tu-104.

#### Desregulación
La desregulación del espacio aéreo de la Unión Europea a principios de la década de 1990 ha tenido un efecto sustancial en la estructura de la industria allí. El cambio hacia aerolíneas "económicas" en rutas más cortas ha sido significativo. Aerolíneas como EasyJet y Ryanair a menudo han crecido a expensas de las aerolíneas nacionales tradicionales.
También ha habido una tendencia a privatizar estas líneas aéreas nacionales, como ha ocurrido con Aer Lingus y British Airways. Otras aerolíneas nacionales, incluida la Alitalia de Italia, sufrieron, particularmente con el rápido aumento de los precios del petróleo a principios de 2008.
Finnair, la aerolínea más grande de Finlandia, no tuvo accidentes fatales o con pérdidas de casco desde 1963 y es reconocida por su seguridad.

### América Latina y el Caribe

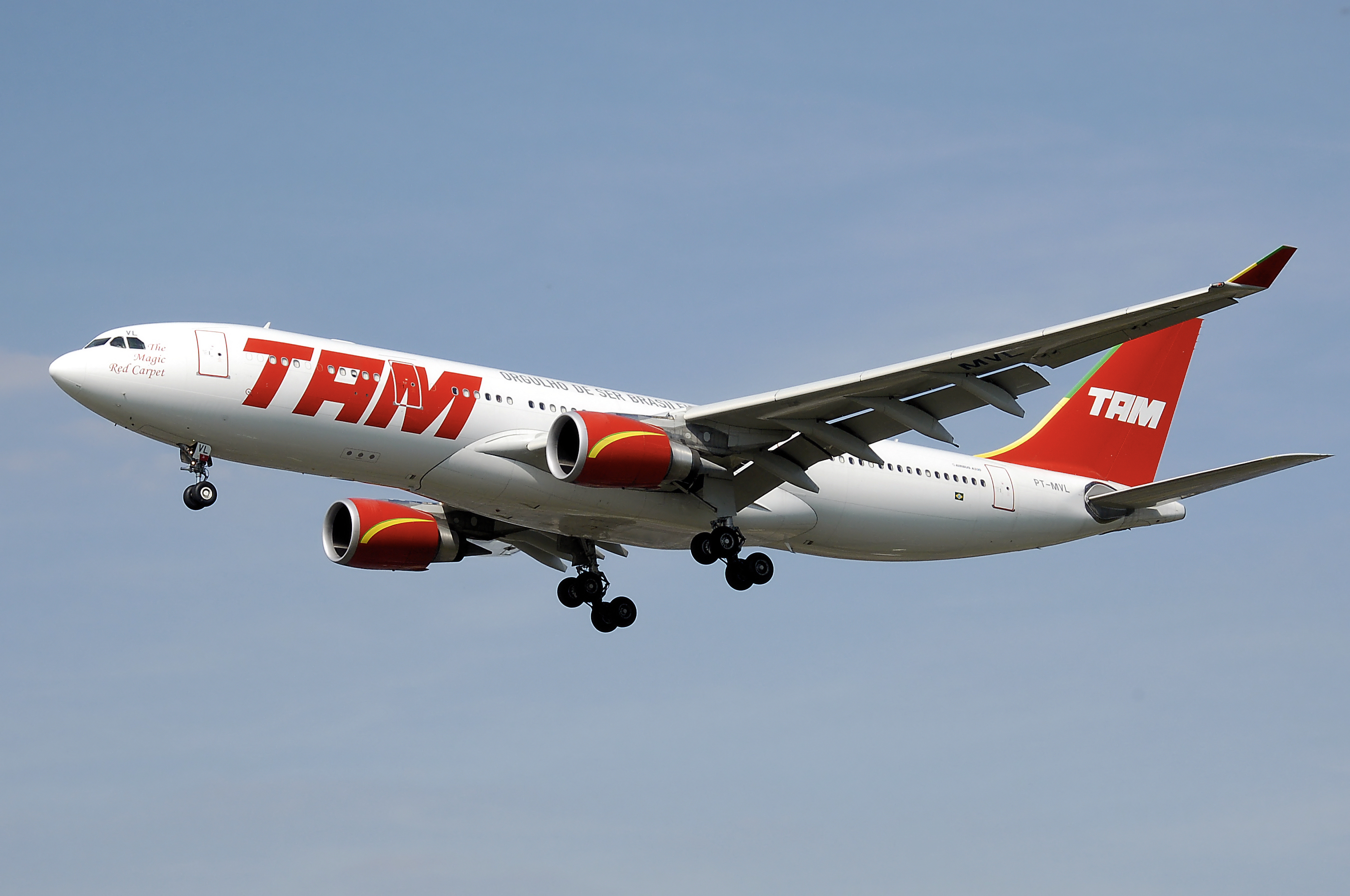
Latam Airlines es la aerolínea más grande de América Latina en términos de número de pasajeros anuales volados.

Entre los primeros países en tener líneas aéreas regulares en América Latina y el Caribe se encuentran Bolivia con Lloyd Aéreo Boliviano, Cuba con Cubana de Aviación, Colombia con Avianca (la primera aerolínea establecida en las Américas), Argentina con Aerolíneas Argentinas, Chile con LAN Chile (actualmente LATAM Airlines), Brasil con Varig, la República Dominicana con Dominicana de Aviación, México con Mexicana de Aviación, Trinidad y Tobago con BWIA West Indies Airways (actualmente Caribbean Airlines), Venezuela con Aeropostal, Puerto Rico con Puertorriquena; y TACA basada en El Salvador y en representación de varias aerolíneas de Centroamérica (Costa Rica, Guatemala, Honduras y Nicaragua). Todas las aerolíneas anteriores comenzaron operaciones regulares mucho antes de la Segunda Guerra Mundial. Las aerolíneas comerciales puertorriqueñas como Prinair, Oceanair, Fina Air y Vieques Air Link vineron mucho después de la Segunda Guerra Mundial, al igual que varios otros de otros países como Interjet y Volaris de México, Aserca Airlines de Venezuela y otros.
El mercado de viajes aéreos ha evolucionado rápidamente en los últimos años en América Latina. Algunas estimaciones de la industria indican que más de 2000 nuevos aviones comenzarán a prestar servicio durante los próximos cinco años en esta región.
Estas aerolíneas ofrecen vuelos domésticos dentro de sus países, así como conexiones dentro de América Latina y también vuelos internacionales a América del Norte, Europa, Australia y Asia.
Solo cinco grupos de aerolíneas – Avianca, Copa de Panamá, Volaris de México, el grupo Irelandia y LATAM Airlines – tienen filiales internacionales y cubren muchos destinos dentro de las Américas como así como importantes hubs en otros continentes. LATAM con Chile como operación central junto con Perú, Ecuador, Colombia, Brasil y Argentina y anteriormente con algunas operaciones en la República Dominicana. El grupo Avianca tiene su principal operación en Colombia con sede en torno al hub en Bogotá, Colombia, así como subsidiarias en varios países latinoamericanos con hubs en San Salvador, El Salvador, así como Lima, Perú, con una operación más pequeña en Ecuador. Copa tiene las subsidiarias Copa Airlines Colombia y Wingo, ambas en Colombia, mientras que Volaris de México tiene Volaris Costa Rica y Volaris El Salvador, y el grupo Irelandia anteriormente incluido Viva de México; ahora incluye Viva Colombia y Viva Air Perú.

### Asia

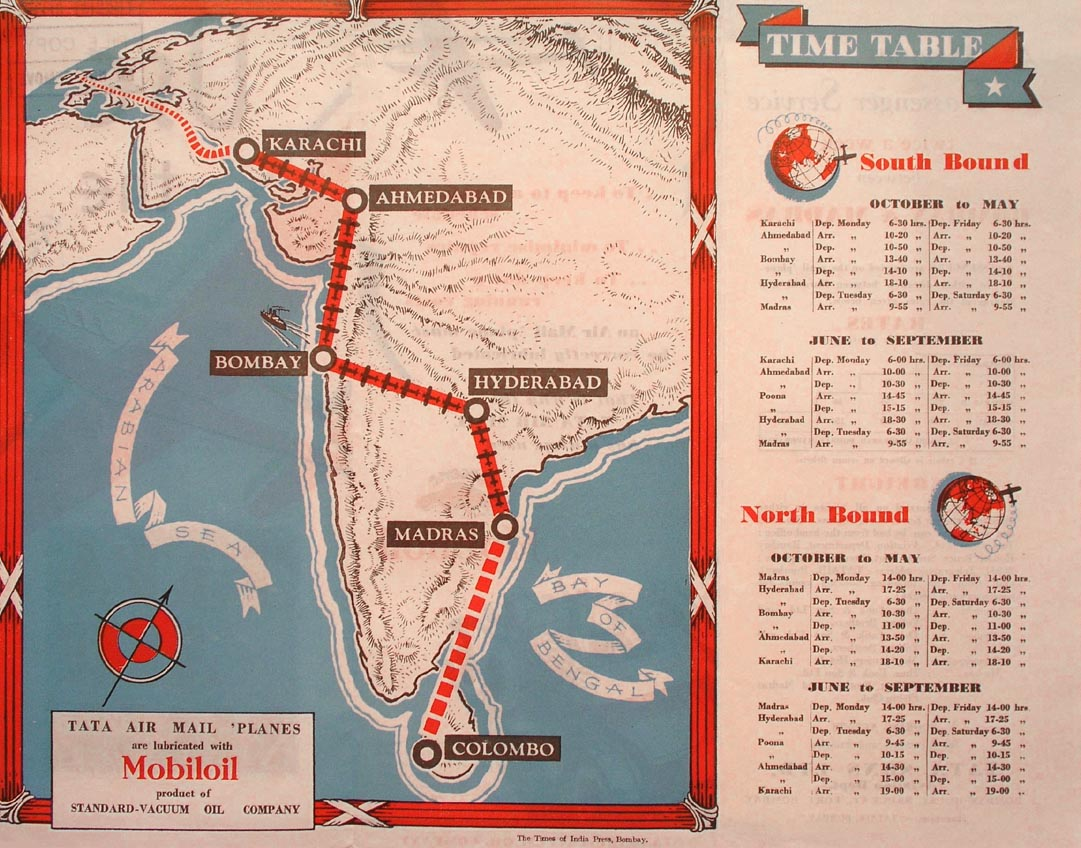
Tabla de horarios de 1935 de Tata Airlines, fundada en 1932

Aunque las Líneas Aéreas Filipinas (PAL) se fundó oficialmente el 26 de febrero de 1941, su licencia para operar con avión de pasajeros se derivó de la fusión de Philippine Aerial Taxi Company (PATCO) establecida por el magnate minero Emmanuel N. Bachrach el 3 de diciembre de 1930, lo que la convierte en la aerolínea programada más antigua de Asia aún en funcionamiento. El servicio aéreo comercial comenzó tres semanas más tarde de Manila a Baguio, convirtiéndose en la primera ruta aérea de Asia. La muerte de Bachrach en 1937 allanó el camino para su eventual fusión con la PAL en marzo de 1941 y la convirtió en la aerolínea más antigua de Asia. También es la aerolínea más antigua de Asia que sigue operando con su nombre actual. La participación mayoritaria de Bachrach en PATCO fue comprada por el magnate de la cerveza Andrés Soriano Roxas en 1939 siguiendo el consejo del general Douglas MacArthur y luego se fusionó con la PAL recién formada como la entidad sobreviviente. Soriano tiene una participación mayoritaria en ambas aerolíneas antes de la fusión. La PAL reinició el servicio el 15 de marzo de 1941, con un solo avión Beech Model 18 NPC-54, que inició sus servicios diarios entre Manila (desde el Aeródromo Nielson) y Baguio, para más tarde expandirse con aviones más grandes como el DC-3 y Vickers Viscount.
Cathay Pacific fue una de las primeras aerolíneas que se lanzó entre los otros países asiáticos en 1946 junto con Asiana Airlines, que luego se unió en 1988. La licencia para operar como avión de pasajeros fue otorgada por el gobierno federal después de revisar la necesidad en la asamblea nacional. El Hanjin ocupa la propiedad más grande de Korean Air, así como algunas aerolíneas de bajo presupuesto a partir de entonces. Korean Air es uno de los cuatro fundadores de SkyTeam, que se estableció en 2000. Asiana Airlines se unió a Star Alliance en 2003. Korean Air y Asiana Airlines comprenden una de las aerolíneas combinadas más grandes en millas y número de pasajeros. servido en el mercado regional de la industria aérea asiática
India también fue uno de los primeros países en adoptar la aviación civil. Una de las primeras compañías aéreas asiáticas fue Air India, que se fundó como Tata Airlines en 1932, una división de Tata Sons Ltd. (ahora Tata Group). La aerolínea fue fundada por el principal industrial de la India, JRD Tata. El 15 de octubre de 1932, el propio J. R. D. Tata voló un De Havilland Puss Moth monomotor que transportaba correo aéreo (correo postal de Imperial Airways) desde Karachi a Bombay a través de Ahmedabad. El avión continuó a Madras a través de Bellary pilotado por el piloto de la Royal Air Force Nevill Vintcent. Tata Airlines también fue una de las primeras aerolíneas importantes del mundo que inició sus operaciones sin ningún apoyo del Gobierno.
Con el estallido de la Segunda Guerra Mundial, la presencia de las aerolíneas en Asia se detuvo relativamente, y muchas nuevas aerolíneas de bandera donaron sus aviones para ayuda militar y otros usos. Tras el final de la guerra en 1945, se restableció el servicio comercial regular en India y Tata Airlines se convirtió en una sociedad anónima el 29 de julio de 1946, bajo el nombre de Air India. Después de la independencia de la India, el Gobierno de la India adquirió el 49% de la aerolínea. A cambio, a la aerolínea se le otorgó el estatus de operar servicios internacionales desde la India como la aerolínea de bandera designada bajo el nombre Air India International.
El 31 de julio de 1946, un DC-4 fletado de Philippine Airlines (PAL) transportó a 40 militares estadounidenses a Oakland, California, desde el aeropuerto de Nielson en Makati con parada en Guam, Isla Wake, Atolón Johnston y Honolulu, Hawái, lo que convierte a PAL en la primera aerolínea asiática en cruzar el Océano Pacífico. Un servicio regular entre Manila y San Francisco se inició en diciembre. Fue durante este año que la aerolínea fue designada como la aerolínea de bandera de Filipinas.
Durante la era de la descolonización, los países asiáticos recién nacidos comenzaron a adoptar el transporte aéreo. Entre las primeras aerolíneas asiáticas durante la era estaban Cathay Pacific de Hong Kong (fundada en septiembre de 1946), Orient Airways (más tarde Pakistan International Airlines; fundada en octubre de 1946), Air Ceylon (más tarde SriLankan Airlines; fundada en 1947), Malayan Airways Limited en 1947 (más tarde Singapore y Malaysia Airlines), El Al en Israel en 1948, Garuda Indonesia en 1949, Japan Airlines en 1951, Thai Airways en 1960, y Korean National Airlines en 1947.
Singapore Airlines ganó varios premios de calidad.

## Tipos de Aerolíneas
En general, las aerolíneas se pueden clasificar según el tamaño de la red de rutas que operan y sus frecuencias:
- Aerolíneas regionales: Operan aviones de capacidad media y baja, en rutas cortas o con baja demanda, o con frecuencias altas. Generalmente solo realizan vuelos locales y rara vez internacionales; por ejemplo podemos citar a Alaska Central Express, Alpine Air Express, etc . La mayor parte de las aerolíneas de bajo costo se incluyen en este grupo.
- Aerolíneas de red: Operan una flota amplia con muchos tipos de aviones de diversos tamaños, desde pequeños aviones regionales hasta jumbos para vuelos transcontinentales. Se caracterizan por tener una red que combina vuelos de larga distancia con vuelos de media y corta distancia, según el modelo de centros de conexión o hubs. La mayor parte de las aerolíneas de bandera y tradicionales se incluyen en este tipo.
- Aerolíneas de gran escala: Se dedican principalmente a realizar vuelos de larga duración o gran densidad entre los principales aeropuertos internacionales del mundo, y en algunos casos cubren destinos en cada uno de los continentes, con excepción de la Antártida. Sus flotas se caracterizan por poseer aeronaves de gran capacidad. Ejemplos son Emirates, United Airlines, Singapore Airlines, American Airlines, Avianca, Virgin Atlantic, LAN Airlines (hoy LATAM) o la antigua BOAC.

Es difícil clasificar a muchas aerolíneas en un grupo concreto, ya que según su evolución podrían pertenecer a varios. Muchas aerolíneas de gran escala o de red franquician su marca a aerolíneas regionales para que cubran su red de vuelos locales, especialmente con aviones de menos de 100 plazas de capacidad.